# Athéni Hercegség
Az Athéni Hercegség az egyik keresztes utódállama volt a Bizánci Császárságnak. Az országot 1205-ben alapította Otto de la Roche, a negyedik keresztes hadjárat egy kisebb burgundi lovagja. Eleinte címe „Théba és Athén hercege” volt, bár a titulus csak 1280-tól vált hivatalossá. A Thesszalonikéi Királyság 1224-ig a hercegség hűbérura volt, azonban ekkor I. Theodor epiruszi despota elfoglalta, és szerepét az Akháj Fejedelemség vette át.
A hercegség fővárosa Athén volt (az uralkodó az Akropoliszon lakott), és az Attikai-félszigetet, illetve Makedónia egy részét birtokolta. Határa bizonytalan volt először Thesszaloníkivel, majd az Epiruszi Despotátussal. Az Égei-tenger szigetei nem tartoztak a hercegség területéhez, hiszen azokat Velence uralta.
A hercegi címet 1308-ig a de la Roche-család birtokolta, amikor Walter de Brienne lépett a trónra. Országa védelme érdekében felbérelte Roger de Flor katalánjait, hogy harcoljanak az epiruszi despoták és a bizánci császárok ellen, de a katonák, akiket megpróbált megrövidíteni, 1311-ben megdöntötték hatalmát, és átvették az ország irányítását. A katalánt tették hivatalos nyelvvé, és a katalán jogrendet is átvették, megszüntetve a frank és görög eredetű törvényeket. A hercegség urai az aragóniai és szicíliai királyok, Katalónia birtokosai voltak 1388-ig, amikor a firenzei Acciajuoli-család hódította meg a területet. Egy kis ideig (1395–1402) a velenceiek is uralták az országot. 1444-ben Palaiologosz Konstantin, a bizánci trónörökös és moreai despota hűbéresévé tette az Athéni Hercegséget. Konstantinápoly bukása után három évvel, 1456-ban II. Mohamed a kis ország utolsó maradványait is meghódította.

## Athén hercegei
- Otto de la Roche (1205–1225)
- I. Guy de la Roche (1225–1263)
- I. János de la Roche (1263–1280)
- I. Vilmos de la Roche (1280–1287)
- II. Guy de la Roche (1287–1308)
- V. Walter de Brienne (1308–1311; fia, IV. Walter de Brienne 1356-ig követelte a trónt)
- Chatilloni Johanna (1311)
- Roger Deslaur (1311–1312)
- Manfred of Aragon (1312–1317) 
  - Berenguer Estanyol (vikárius) 1312–1317
- II. Vilmos athéni herceg (1317–1338)
  - Aragóniai Alfonz Frigyes, Negroponte ura (vikárius) (1317–1338)
- II. János athéni herceg, Randazzo márkija (1338–1348)
- I. Frigyes athéni herceg (fia) 1348–1355
- III. (Együgyű) Frigyes szicíliai király (II. Frigyes néven athéni herceg) (1355–1377)
  - Roger de Flor (vikárius) 1362–1370
  - Lajos Frigyes, Salona grófja (vikárius) 1375–1380
- I. Mária (1377–1388) (IV. Péter aragóniai királlyal 1381-től)
- I. Nerio Acciajuoli (1388–1394)
- I. Antonio Acciajuoli 1394–1395
- Francesca Acciajuoli(1394–1395)
- Velencei ellenőrzés (1395–1402)
- I. Antonio Acciajuoli (1402–1435)
- II. Nerio Acciajouli (1435–1439)
- II. Antonio Acciajuoli (1439–1441)
- II. Nerio Acciajuoli (másodszor) (1441–1451)
- Klára (II. Nerio özvegye) 1451
- Bartolome Contarini (Klára új férje) 1451–1454
- I. Francesco Contarini (fia) 1451–1454
- II. Francesco Acciajouli (II. Antonio fia) (1455–1458)

Vikáriusok 1381–1388
- Mateu de Montcada
- Roger de Llúria
- Mateu de Peralta
- Aragóniai Lajos Frigyes
- Rocabertí vikomtja
- Bernat de Cordella